# Berre (zanger)
Berre Vandenbussche (Schepdaal, 27 oktober 2000) is een Vlaamse singer-songwriter die optreedt onder de naam Berre. Hij bouwde zijn internationale bekendheid op via de socialemedia-app TikTok. Op 5 mei 2022 bracht hij zijn debuutsingle Say My Name uit.

## Biografie
Hij groeide op in Schepdaal en deed in 2014 mee aan The Voice Kids. Sinds zijn derde middelbaar liep hij school in de Brusselse kunsthumaniora. In 2021 probeerde hij ook zijn kans in het VTM 2 programma Regi Academy. Sinds 2018 studeert de artiest aan het RITCS in Brussel. Tijdens de coronaperiode (2020) begon hij ter ontspanning TikTok-filmpjes maken. Daarin zong hij diverse covers vanuit zijn garage. Zijn meest bekeken filmpje is een cover van Lost without you van Freya Ridings, die bijna tien miljoen views behaalde. In februari 2022 zong Berre dit nummer live bij radiozender MNM.
Berre tekende bij de platenmaatschappij Universal en op 5 mei 2022 bracht hij zijn eerste single uit genaamd Say My Name. Het nummer werd gekozen als MNM-Big Hit, en kwam een week later binnen op plaats 36 in de Ultratop 50. Enkele weken later piekte het nummer op plaats drie. Het nummer werd ook genomineerd voor de Zomerhit. Vier maanden na de release van de single ontving hij een gouden plaat.
Op 21 juli 2022 trad Berre voor de eerste keer live op. Dit deed hij in het Jubelpark tijdens het concert van de nationale feestdag van België samen met Charles. In het najaar van 2022 was zijn eerste nominatie voor een prijs binnen, namelijk een NRJ Music Award in de categorie Belgische ontdekking van het jaar. Later werd hij verschillende keren genomineerd voor onder andere Zomerhit, Music Industry Awards en Het Gala van de Goude K's. Hij trad op op Rock Werchter in The Barn en KluB C.
Zijn eerste concert werd op 31 maart 2023 een feit. Hij vulde daarmee zalen zoals Kavka en AB Club.

## Discografie

### Albums
| Album met hitnotering(en) in de Vlaamse Ultratop 200 albums | Datum van verschijnen | Datum van binnenkomst | Hoogste positie | Aantal weken | Opmerkingen |
| ----------------------------------------------------------- | --------------------- | --------------------- | --------------- | ------------ | ----------- |
| I'll Call You When I'm Home                                 | 27-09-2024            | 05-10-2024            | 1 (1wk)         | 28           | Goud        |

### Singles
| Single met hitnotering(en) in de Vlaamse Ultratop 50 | Datum van verschijnen | Datum van binnenkomst | Hoogste positie | Aantal weken | Opmerkingen |
| ---------------------------------------------------- | --------------------- | --------------------- | --------------- | ------------ | ----------- |
| Say My Name                                          | 05-05-2022            | 14-05-2022            | 3               | 22           | Platina     |
| Better Off Alone                                     | 01-10-2022            | 08-10-2022            | 7               | 22           | Goud        |
| Thrill of It All                                     | 25-02-2023            | 04-03-2023            | 4               | 17           | Goud        |
| Kissing Strangers                                    | 25-06-2023            | 01-07-2023            | 5               | 21           |             |
| Happier                                              | 18-11-2023            | 26-11-2023            | 6               | 21           |             |
| Break em' All                                        | 08-06-2024            | 16-06-2024            | 19              | 14           |             |
| Not Going Anywhere                                   | 18-09-2024            | 28-09-2024            | 21              | 15           |             |
| Running                                              | 04-06-2025            | 14-06-2025            | 12              | 8*           |             |

## Prijzen, deelnames en nominaties
| Jaar | Prijs                      | Categorie                        | Resultaat   |
| ---- | -------------------------- | -------------------------------- | ----------- |
| 2022 | NRJ Music Awards           | Belgische revelatie van het jaar | Genomineerd |
| 2022 | Radio 2 Zomerhit           | De Zomerhit                      | Genomineerd |
| 2022 | Q-Pop                      | Hit van het jaar - Nationaal     | Genomineerd |
| 2023 | Het Gala van de Gouden K's | Surprise                         | Genomineerd |
| 2023 | Music Industry Awards      | Beste doorbraak                  | Genomineerd |
| 2023 | Radio 2 Zomerhit           | De Zomerhit                      | Genomineerd |
| 2023 | Zomerhit Confessions       | De grote prijs Waterijs          | Gewonnen    |
| 2023 | Humo's Pop-Poll            | Beste zanger (nationaal)         | 3de plaats  |
| 2024 | Het Gala van de Gouden K's | Artiest                          | Genomineerd |
| 2025 | De Mia's                   | Album van het jaar               | Gewonnen    |